# (2793) Валдай
(2793) Валдай (лат. Valdaj) — типичный астероид главного пояса, открыт 19 августа 1977 года советским астрономом Николаем Черных в Крымской астрофизической обсерватории и 2 июля 1985 года назван в честь Валдайской возвышенности.

## Обнаружение и именование
(2793) Валдай
Открыт 19 августа 1977 года в Научном Н. С. Черных.
Назван в честь хорошо известных в российской истории Валдайских холмов под Москвой. Первооткрыватель также посвящает это название памяти своего отца, Степана Семёновича Черных, который погиб там 3 марта 1942 года во время Второй мировой войны.
Оригинальный текст (англ.)2793 Valdaj
Discovered 1977-08-19 by Chernykh, N. at Nauchnyj.
Named for the Valdaj Hills, near Moscow, well known in Russian history. The discoverer also dedicates this name to the memory of his father, Stepan Semenovich Chernykh, who perished there on 1942 Mar. 3 in World War II.
Источники: DISCOVERY.DB; M.P.C. 9769.

## Орбита

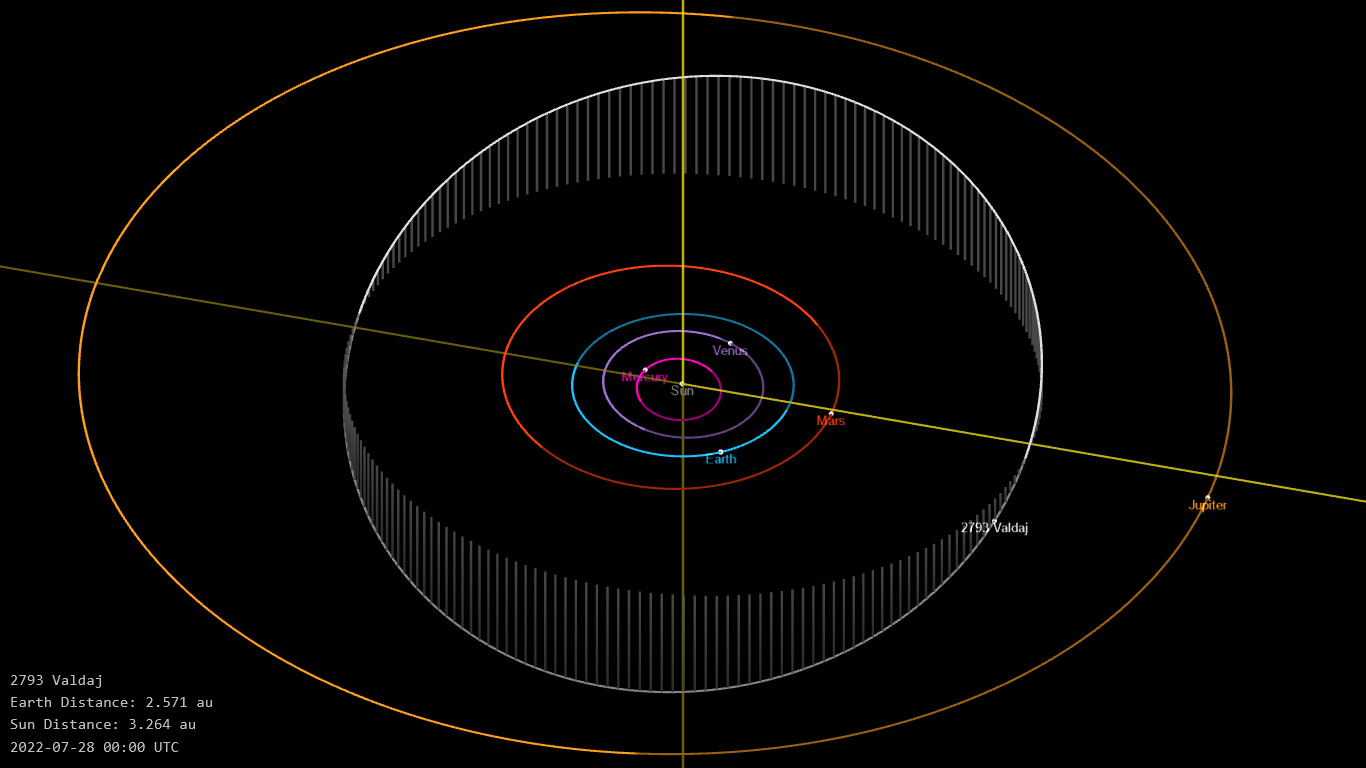
Орбита астероида Валдай и его положение в Солнечной системе

## Физические характеристики
Астероид относится к таксономическому классу B.
По результатам наблюдений в видимом и ближнем инфракрасном диапазоне космического телескопа NEOWISE и наблюдений в инфракрасном диапазоне спутника Akari диаметр астероида сначала оценивался равным 27,73±3,4 км, позже — 30,233±0,372 км, 30,61±0,81 км, 25,55±1,05 км, 23,79±4,75 км, 27,103±0,205 км. Согласно тем же источникам альбедо оценивается как 0,1100±0,033, 0,0641±0,0044, 0,093±0,005, 0,082±0,013, 0,08±0,03 и 0,080±0,016.